# Занзібар (аеропорт)
Міжнародний аеропорт Абейд Амані Каруме (IATA: ZNZ, ICAO: HTZA) (суах. Uwanja wa Ndege wa Kimataifa wa Abeid Amani Karume) — головний аеропорт Занзібарського архіпелагу, розташований на острові Унгуджа. За 5 км S від міста Занзібар, столиці Занзібару, і має польоти до Східної Африки, Європи та Близького Сходу.
Раніше мав назву аеропорт Кісауні та міжнародний аеропорт Занзібар. Його було перейменовано в 2010 році на честь першого президента острова Абейд Амані Каруме.
Аеропорт є хабом для:
- ZanAir

## Термінали
- Термінал 1 — термінал внутрішніх рейсів
- Термінал 2 — термінал зовнішніх рейсів, площею 100,000 м²

## Авіалінії та напрямки

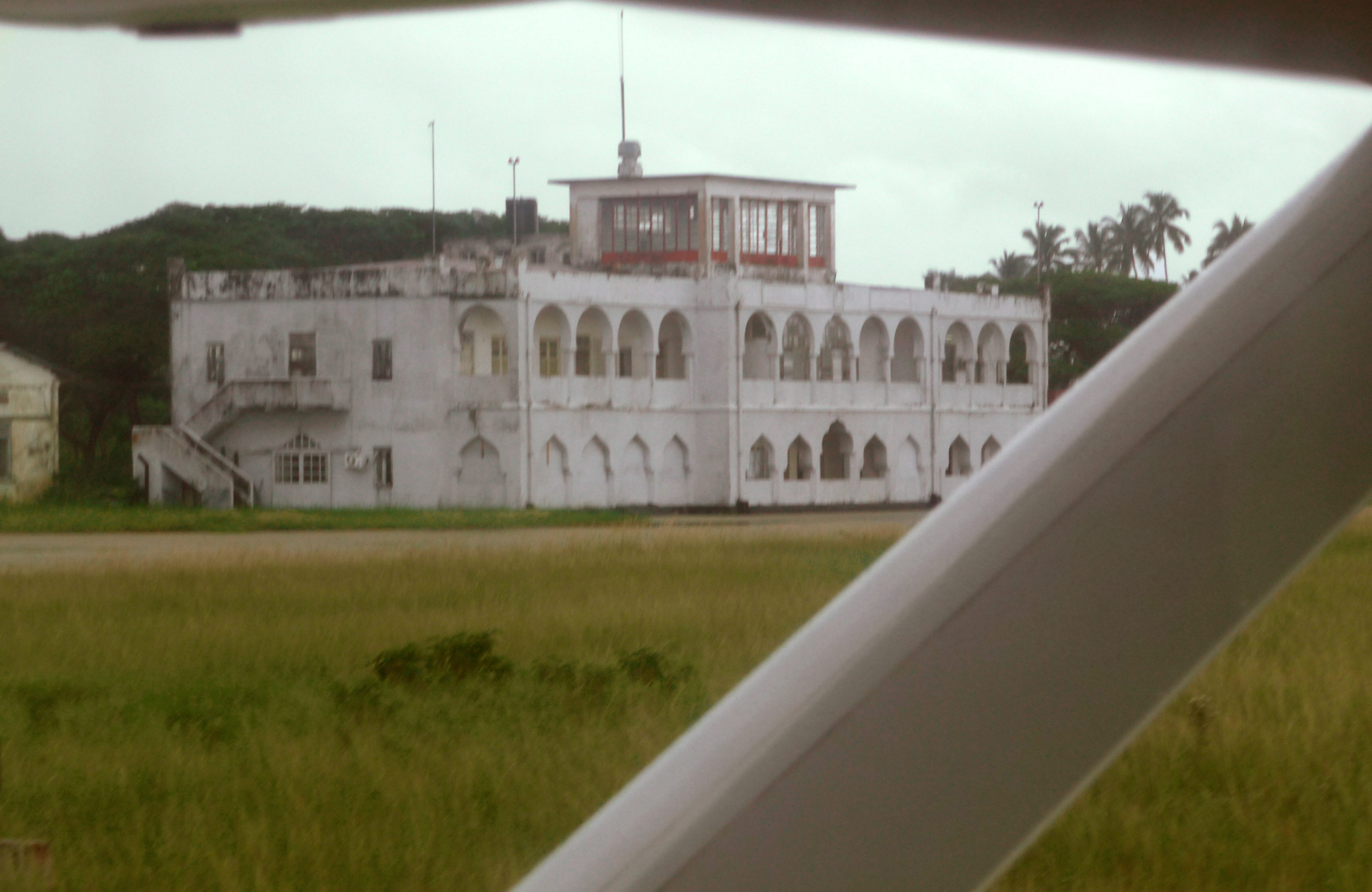
Стара будівля терміналу

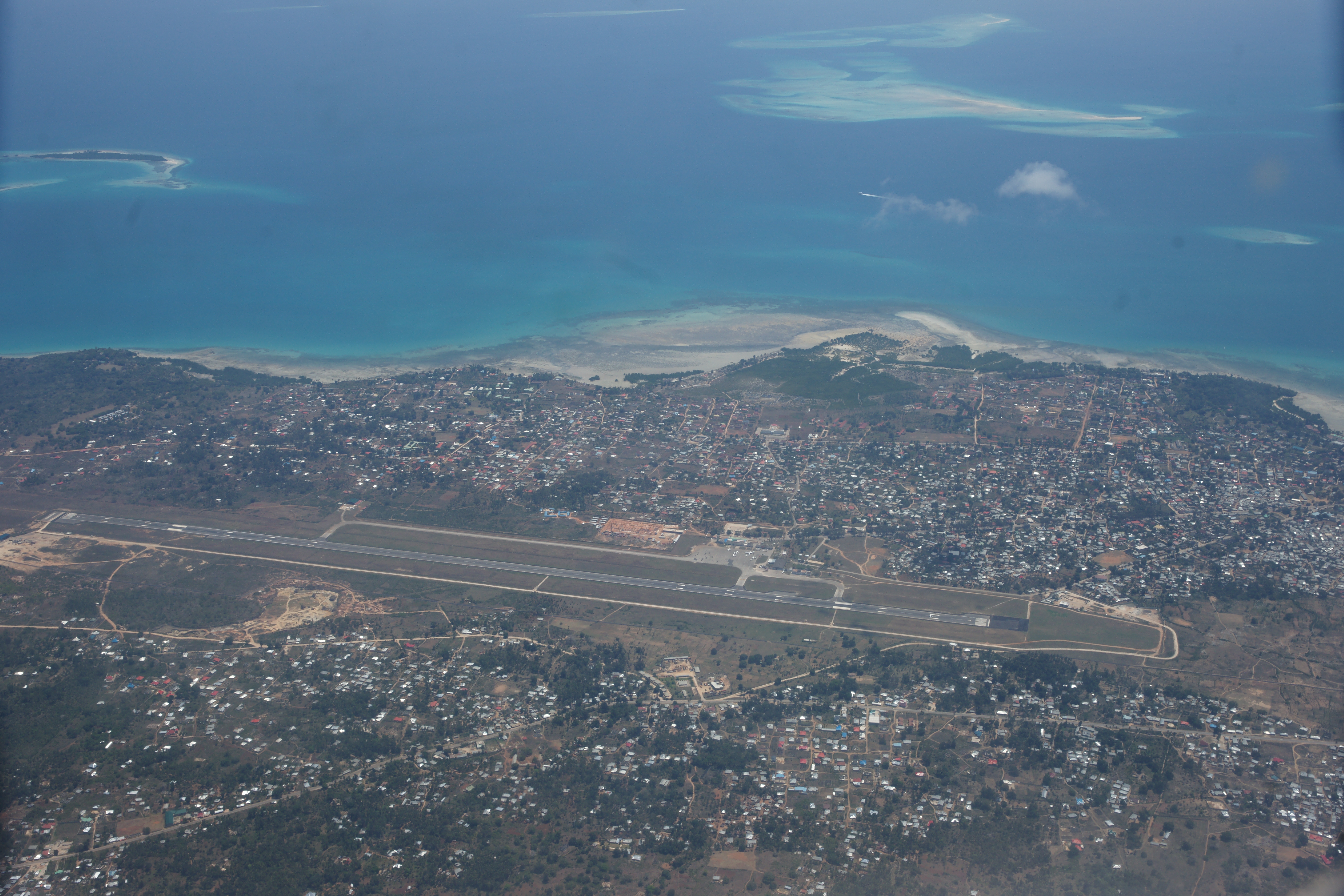
Вид з повітря

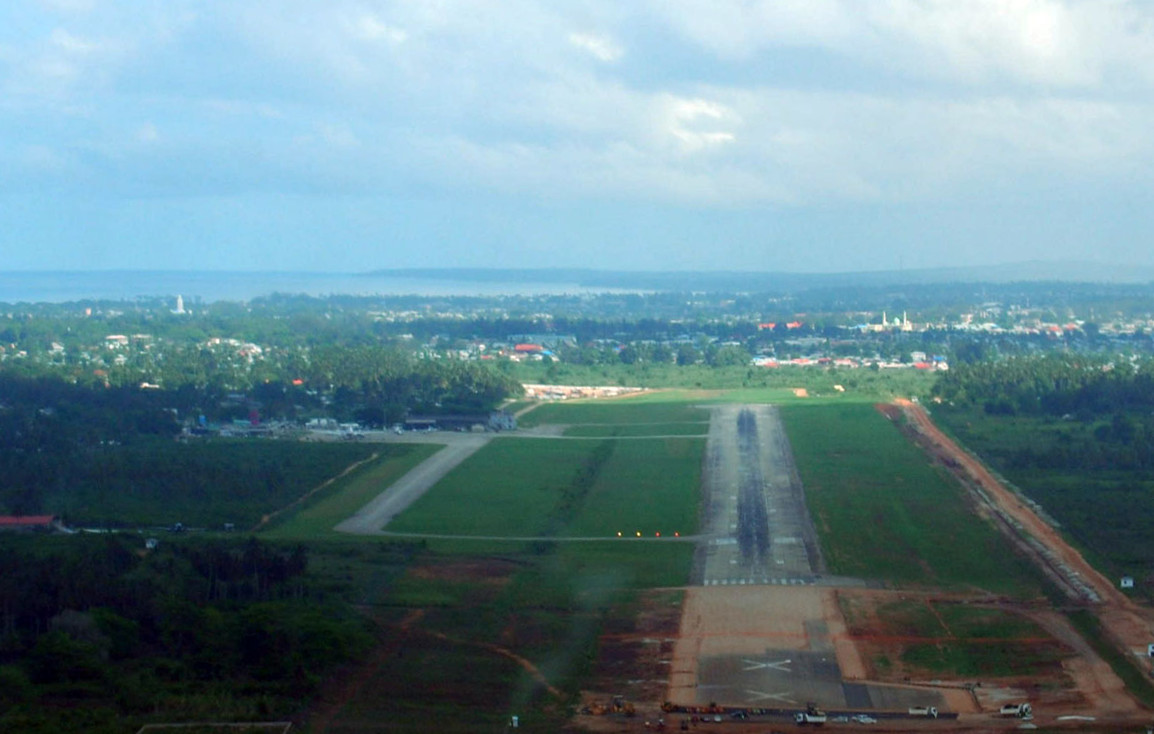
Вид з повітря

### Пасажирські
| Авіакомпанія            | Пункт призначення                                                                 |
| ----------------------- | --------------------------------------------------------------------------------- |
| Air Italy               | Сезонний: Мілан-Мальпенса                                                         |
| Arkia Israel Airlines   | Сезонний: Тель-Авів                                                               |
| As Salaam Air           | Аруша, Дар-ес-Салам, Острів Пемба, Танга                                          |
| Coastal Aviation        | Аруша, Дар-ес-Салам, Кілва, Мафія, Маньяра, Мванза, Острів Пемба, Серонера, Танга |
| Condor                  | Сезонний: Франкфурт, Мюнхен                                                       |
| Ethiopian Airlines      | Аддис-Абеба, Дар-ес-Салам                                                         |
| Enter Air               | Сезонний чартер: Катовиці, Вроцлав                                                |
| Fly540                  | Момбаса, Найробі                                                                  |
| flydubai                | Дубай                                                                             |
| Flightlink Limited      | Дар-ес-Салам, Острів Пемба, Аруша, Серонера                                       |
| Israir                  | Сезонний: Тель-Авів                                                               |
| Kenya Airways           | Найробі                                                                           |
| Malawian Airlines       | Лілонгве                                                                          |
| Mango                   | Йоганнесбург-О. Р. Тамбо                                                          |
| Neos                    | Сезонний: Мілан-Мальпенса, Рим-Фіумічіно, Верона Сезонний чартер: Болонья         |
| Nordwind Airlines       | Сезонний чартер: Москва-Шереметьєво                                               |
| Oman Air                | Дар-ес-Салам, Маскат                                                              |
| Precision Air           | Аруша, Дар-ес-Салам, Найробі, Острів Пемба                                        |
| Qatar Airways           | Доха                                                                              |
| Regional Air Services   | Аруша                                                                             |
| Sun d'Or оператор El Al | Сезонний: Тель-Авів                                                               |
| Travel Service Airlines | Сезонний чартер: Катовиці, Прага, Варшава-Шопен                                   |
| Tropical Air            | Дар-ес-Салам, Мбея, Острів Пемба                                                  |
| TUI fly Belgium         | Сезонний: Брюссель                                                                |
| TUI fly Netherlands     | Сезонний: Амстердам                                                               |
| Turkish Airlines        | Стамбул-Ататюрк                                                                   |
| ZanAir                  | Аруша, Дар-ес-Салам, Момбаса, Острів Пемба, Саадані, Селус                        |

### Вантажні
| Авіакомпанія        | Пункт призначення |
| ------------------- | ----------------- |
| Astral Aviation     | Найробі           |
| Kenya Airways Cargo | Найробі, Момбаса  |